# Albert Labriet
Edouard  Albert Labriet,  né le 18 mai 1875 dans le 7e arrondissement de Paris et mort le 14 août 1930 à Voinémont (Meurthe-et-Moselle), est un artiste lyrique français (basse). 

## Biographie
Il naît à Paris, le 18 mai 1875. Il a été professeur de chant au Conservatoire de Nancy, directeur de l'École supérieure de pédagogie vocale et de chant, membre du comité de l'Union professionnelle des maîtres du chant français.

## Ouvrage
- Le Chant scientifique. Contribution à l'étude de l'émission vocale normale. Théorie de l'accord vocal. Principes d'éducation vocale par la compensation des voyelles. Points de vibration et passages de la voix accordée. Synthèse du mécanisme vocal physique et physiologique normal. Avec Raoul Husson, Nancy, impr. L. Stoquert, 1927., 149 p.